# (15273) Ruhmkorff
(15273) Ruhmkorff est un astéroïde de la ceinture principale.

## Description
(15273) Ruhmkorff est un astéroïde de la ceinture principale. Il fut découvert le 8 avril 1991 à La Silla par Eric Walter Elst. Il présente une orbite caractérisée par un demi-grand axe de 2,60 UA, une excentricité de 0,15 et une inclinaison de 12,1° par rapport à l'écliptique.

## Compléments